# Giuseppe Rossini
Giuseppe Rossini (Bari, Italia, 23 de agosto de 1986) y es un futbolista belga de origen italiano, que se desempeña como delantero y que actualmente milita en el Olympic Charleroi de la Tercera División de Bélgica.

## Clubes
| Club                | País         | Año         |
| ------------------- | ------------ | ----------- |
| FC Utrecht          | Países Bajos | 2004 - 2008 |
| Y.R. K.V. Mechelen  | Bélgica      | 2008 - 2010 |
| KV Cortrique        | Bélgica      | 2010 - 2011 |
| SV Zulte Waregem    | Bélgica      | 2011 - 2012 |
| Sint-Truidense      | Bélgica      | 2012        |
| Charleroi           | Bélgica      | 2012 - 2015 |
| Oud-Heverlee Leuven | Bélgica      | 2015        |
| Progrès Niederkorn  | Luxemburgo   | 2015-2016   |
| Olympic Charleroi   | Bélgica      | 2016-2017   |

## Selección nacional
Ha sido internacional con la selección de fútbol sub-21 de Bélgica, donde ha jugado 9 partidos internacionales y ha anotado 4 goles.